# Novozánszki Fanni-gyilkosság
A VV Fanni-gyilkosság nagy közérdeklődést kiváltó bűncselekmény, egyedülálló esete[forrás?] a magyarországi emberölési ügyeknek, amelyben az elkövetőt a sértett holttestének hiányában is bűnösnek találták. A bíróság ítélete szerint a prostituáltként élő egykori televíziós személyiséget meggyilkolta egy pénzét megszerezni akaró férfi, a holttestét pedig eltüntette. Az elkövető az emberölést a nyomozás, majd a bírósági tárgyalás idején annak ellenére tagadta, hogy tettesről és áldozatáról az elkövetést követően jó minőségű filmfelvétel készült. A sértett holttestét igen kiterjedt és hosszú ideig tartó kutatás ellenére nem sikerült megtalálni. Hiába hiányzott a sértett holtteste, a bíróság a nagy számú közvetett bizonyíték alapján az elkövetőt bűnösnek találta és fegyházbüntetésre ítélte. A magyar sajtó az áldozat televíziós múltja miatt kiemelt figyelmet szentelt a bűnügy felderítésének és bírósági tárgyalásának.

## Az ügy szereplői

### Novozánszki Fanni
Az 1993-ban született martonvásári Novozánszki Fanni 2014-ben kezdte nyilvánosság előtti pályafutását, amikor bekerült a televízió Való Világ című műsorába. A fiatal nő három hónapot töltött a képernyőn. 2015. februári kiszavazását követően a médiában akart dolgozni, kis számú média-megjelenést követően azonban úgy döntött, hogy szakít a médiával, és civil életet fog élni. Fanni eltűnését követően édesanyja arról számolt be a lánya valóságshow-t követő életéről, hogy a műsor után egy évig nem kapott állást, emiatt dönthetett úgy, hogy prostituáltként kívánja egzisztenciáját megalapozni. 2016-ban Budapestre költözött, és egy angyalföldi lakóparki ingatlanban alakította ki praxisát. A prostitúcióból nagyon jelentős jövedelemre tett szert. Ennek egy részét visszaforgatta vállalkozásába: szépészeti beavatkozásokat végeztetett magán, ruhákat vásárolt, és törekedett arra, hogy vendégei minél elégedettebben távozzanak tőle. Mindezek mellett a nő már ekkor tervezte a prostitúció felhagyása utáni életét. A sajtóban megjelent információk szerint családot és gyerekeket szeretett volna, ezért keresetét tartalékolta, az egészséget szem előtt tartva pedig kerülte a szeszes italok és a kábítószerek fogyasztását. Ezzel ellentétes álláspontra jutott a bíróság: Novozánszki Fanni nem csak nem tervezte a prostitúció felhagyását, hanem éppen annak még nyereségesebbé tételén munkálkodott.

### Brodmann László
A dunaújvárosi férfi előéletéről csak kevés tudható. Brodmann Lászlóról a sajtó annyit tudott kideríteni, hogy közlekedésmérnök végzettségű, korábban sportolt és egy evezősklub vezetője volt. A politikai jobboldalhoz köthető lapok pedig rendszeresen említik, hogy a férfi 2010-ben az önkormányzati választásokon az MSZP támogatásával próbálta elnyerni Dunaújváros 9-es választókerületének mandátumát. Az ügyészség vádiratában az szerepelt, hogy Brodmann életvitelében gazdag embernek mutatta magát, de egzisztenciája megalapozatlan volt. Munkahelye nem lévén ismerősei kölcsöneiből tartotta fenn magát és jólétének látszatát. Márkás autókat vezetett, ingatlanokat bérelt, ám látszólagos jólétének kulcsa nem munkája volt, hanem  hitelezőinek türelme. 2017 második felére a férfit hitelezői egyre jobban sürgették tartozásai rendezésére, ám Brodmann Lászlónak a törlesztésre nem volt sem pénze, sem pénzzé tehető vagyontárgyai. Kétségbeesésében önmagát kísérelte meg eladni: homoszexuálisoknak nyújtandó erotikus munkára jelentkezett annak ellenére, hogy heteroszexuális.

## A bűncselekmény

### A történtek a vád szerint
Brodmann László 2017-ben, annak fián keresztül ismerkedett meg B. Erikával. A férfit ekkor már erősen sürgették hitelezői, hogy a tőlük kölcsönkért összegeket térítse meg, ezért állandóan újabb pénzforrások után kutatott. B. Erika beszámolt neki barátnőjéről, Novozánszki Fanniról, aki régebben televízióban szerepelt, akkortájt viszont már erősen nyereséges prostitúciós vállalkozásából élt. Brodmann László ötlete az volt, hogy egy közös vállalkozás ígéretével próbál meg tőkét szerezni Novozánszki Fannitól. Meg is kérte B. Erikát, hogy puhatolózzon barátnőjénél a közös vállalkozás ügyében. Novozánszki Fanni azonban kikacagta az üzleti ajánlatot. Esze ágában sem volt a prostitúcióból felhalmozott pénztőkéjét egy ismeretlen személy kockázatos vállalkozásába fektetni, találkozni pedig egyáltalán nem akart vele. Brodmann László november közepén megtudta, hogy Novozánszki Fanni plasztikai műtét céljára nagyobb összeget vett ki a bankból. A hitelezőitől szorongatott férfi elhatározta, hogy valahogy megszerzi a nő pénzét. Egy örömlányokat hirdető internetes oldalról hozzájutott Novozánszki Fanni telefonszámához. November 20-án napközben sikeresen kapcsolatba lépett vele és időpontot kapott a 18:00-ra. A délutánt Brodmann László telefonjának böngészésével töltötte, az ügyészség szerint ekkor szilárdult meg benne az elhatározás, hogy akár a nő élete árán is megszerzi annak pénzét. 
Brodmann László este 6 órakor érkezett Novozánszki Fanni lakására. A nő beengedte a férfit, aki ezután nem meghatározható ideig és ismeretlen módon, de oly mértékben bántalmazta őt, hogy meghalt. Brodmann László ezután átkutatta Novozánszki Fanni lakását értékek után, bár az ujjlenyomatát a lakásban egyáltalán nem találták meg. A kutatás ellenére Brodmann László nem lelte meg a lakásban lévő rengeteg készpénzt. Másfél óra lakásban tartózkodás után Brodmann László a nő holmijai közül néhányat egy bőröndbe összepakolt, hogy az elutazás látszatát keltse. 19:40-kor távozott a lakásból és autójával beállt a mélygarázsba, ahonnan ismét a lakásba ment. Itt Brodmann László az ölébe vette Novozánszki Fanni testét és a mélygarázsba vitte, ahol betette az autójába. Útközben egy férfival találkozott, akinek a magatehetetlen nőre azt a magyarázatot adta, hogy az egy kicsit sok pezsgőt ivott. A mélygarázsból elhajtva a közeli patak melletti sötét szervizútra hajtott, ahol a holttestet valószínűleg áthelyezte az autó csomagtartójába. Az csomagtartóban lévő testtel Siófok felé indult, az utazásra a telekocsi szolgáltatással még egy útitársat is magával vitt. Siófoki bérelt lakásához érkezvén a bérautót a háza előtt leparkolta, majd az éjjelt a lakásban töltötte. Másnap kora reggel egy felismerését nehezítő kapucnis orkánkabátot magára öltve a bérautóval Dunaújváros felé indult. A Pentele-hídon átkelt a Dunán, majd a szalkszentmártoni régi kompkikötőhöz hajtott, ami ekkor már évek óta használaton kívül volt. Novozánszki Fanni holttestét itt a vízbe helyezte, ami elsodorta. Brodmann László ezek után visszavitte az autót a kölcsönzőnek. A következő napokban Brodmann László mindennapi életét élte, üzleti ügyekben járt el és több adósságát is rendezte. November 21-én, budapesti üzleti tárgyalásainak befejezése után 17:40 körül ismét felvette orkánkabátját és visszatért Novozánszki Fanni lakására, ott valószínűleg ismét értékek után kutatott. November 22-én reggel a siófoki lakásából az addig ott tárolt bőröndöket ismeretlen helyre vitte. 
| Időpont                          | Jel | Esemény | Térkép |
| -------------------------------- | --- | --- | ------ |
| 2017. november 20. 18:20 - 20:20 |     | Brodmann László az angyalföldi lakásban találkozott Novozánszki Fannival és nyereségvágyból meggyilkolta. A nő holttestét a lakásból a mélygarázsba cipelte, majd ott az általa vezetett autóba tette. A lakásból ruhákat és bőröndöket vitt el, hogy a nő elutazásának látszatát keltse. |        |
| 2017. november 20. 23:50         |     | Brodmann László, csomagtartójában Novozánszki Fanni holttestével hazatért bérelt siófoki lakásába. A holttestet éjszakára a kocsi csomagtartójában hagyta, az angyalföldi lakásból elhozott holmikat tartalmazó bőröndöket saját siófoki lakásába vitte.                                  |        |
| 2017. november 21. 06:30         |     | Brodmann László a nő holttestével a csomagtartóban Szalkszentmárton külterületére autózott. A régi kompkikötő területén Novozánszki Fanni holttestét a Dunába dobta, a folyam pedig elsodorta azt.                                                                                        |        |

### A történtek a védelem szerint
Brodmann László szeretett volna egy sporteszközt gyártó vállalkozást indítani, elképzeléseihez pedig szerette volna megnyerni Novozánszki Fannit. Találkozót beszélt meg a fiatal nővel annak angyalföldi lakásába. Megérkezésekor a lakásban egy közös ismerősükkel, az Erika nevű nővel találkozott, aki a magatehetetlenül fekvő Fannira mutatott és azt mondta, hogy Fanni kábítószert és alkoholt fogyasztott, azoktól pedig teljesen bódult állapotba került. Erika közölte Brodmann Lászlóval, hogy el kell szállítania a lányt a megoldóemberekhez. Brodmann László Erika kérésére az eszméletlen Fannit a mélygarázsban parkoló autójához cipelte és a hátsó ülésre tette. A lépcsőházba visszaérvén Brodmann ismét Erikával találta szemben magát, aki a lány holmijait tartalmazó bőröndöt nyomott a kezébe, majd közölte, hogy ő nem tart vele a megoldóemberekhez, a lányt egyedül kell elszállítania hozzájuk. Brodmann László autóba ült, majd az ájult lánnyal a Rákos-patak melletti szervizútra hajtott. A sötét mellékúton két alakkal találkozott, akik kifejezetten kérték, hogy az ájult lányt adja át nekik. Brodmann átadta Fannit az általa intézőembernek nevezett alakoknak, majd távozott.

## A bűncselekmény felderítése
- Fannit a szülei kezdték keresni, miután az nem lépett velük kapcsolatba, a telefonhívásaikra pedig nem válaszolt. November 22-én a szülők és Fanni barátnője az angyalföldi lakásra mentek és kinyittatták annak ajtaját. A lakásba lépők azt tapasztalták, hogy Fanni kutyái a szobákban vannak, holott a nő 2 óránál hosszabb időre nem hagyta azokat magukra. A lakásban égett a villany, ugyanakkor Fanninak nem volt nyoma. A tapasztaltak nyomán Fanni édesanyja bejelentette lánya eltűnését a rendőrségen.[8] A rendőrség november 24-én eltűnés miatt kezdte meg Fanni keresését.[9][10]
- A rendőrök az elsők között a lakóház belső kamerarendszerének felvételeit vizsgálták meg. A mélygarázs lépcsőházi kijáratát figyelő kamera 2017. november 20-án 20:19-kor rögzítette a pillanatot, amikor Brodmann László karjaiban a magatehetetlen Fannival belépett a mélygarázsba, illetve másfél perccel később azt is, amikor a fiatal nő holmijait tartalmazó csomagokat az autóhoz levitte. A nyomozók a felvételek alapján bizonyosodtak meg arról, hogy Novozánszki Fanni eltűnése nem a nő szabad akaratából történt, hanem bűncselekmény eredménye. A további felvételek áttekintésekor a nyomozók megállapították, hogy a Novozánszki Fannit cipelő férfi erősen álcázva 2017. november 21-én 17:40-kor ismét járt a házban.[7]
- Fanni lakását a rendőrség 24 óra alatt teljes egészében átvizsgálta, a lakásban ujjlenyomatokat rögzítettek, amelyeket később Brodmann László ujjlenyomataiként azonosítottak. A nyomozók SIM-kártyákat és DNS lenyomatokat kerestek, felásták a kertet is. A rendőrök megtalálták Fanni naplóját és a vendégkör adatait tartalmazó füzetet is.[11]
- Fanni keresésének első napjaiban egy autókölcsönző cég hívta fel a rendőrséget. A cég vezetője jelezte, hogy egy autójuk csomagtartójában vért találtak. Az autó takarítását elvégző munkás elmondta, hogy a csomagtartó betéttálcáját szennyezettnek észlelte, ezért nagy nyomású vízzel mosást végzett rajta. A mosáskor a tálcából és annak szivacsos aljából nagy mennyiségű vér távozott.[12] Az autókölcsönzőtől kapott információ vezetett Brodmann Lászlóhoz.[10] Brodmann Lászlót 2017. november 24-én 23:05 perckor lakása előtt őrizetbe vették. 2017. november 27-én a bíróság előzetes letartóztatásba helyezte.
- Brodmann László a rendőrségnek tett első vallomásában azt állította, hogy üzleti tárgyaláson járt Novozánszki Fanni lakásában. A lány öntudatánál volt, de önállóan járni nem tudott. Állítása szerint lifttel mentek le a mélygarázsba, Fanni a liftben a nyakába ugrott, majd elengedte magát és hagyta, hogy Brodmann László cipelje. Brodmann ezután még visszament a lakásba és elhozta Fanni táskáját. Ismét az autóhoz érkezvén ismét azzal szembesült, hogy Fanni veszettül jól érzi magát. A lány utasította őt, hogy hajtson a Rákos-patakhoz, ahol a volt barátjával akart találkozni. A megadott helyen egy fekete autó várta őket, amelybe Novozánszki Fanni a saját lábára állva átült.[13] (Brodmann Lászlóval ekkor még nem közölték a rendőrök, hogy birtokukban van a mélygarázsban készült kamerafelvétel.)
- Brodmann László telefonjának átvizsgálásakor a keresési előzményekben Fanni eltűnése előtt egy héttel a VV Fanni, elkábítás és az autós nyomon követes kifejezések szerepeltek. A november 22-én végzett keresések között a vízi hulla, a vízi halottak, a bódítószer és a melyik országban nincs kiadatás kereséseket találták meg.[14]
- Átkutatták a Brodmann László nagyapjának tulajdonában álló autót, amelyet Brodmann László a bérautó visszaadása után használt. A járműben egy vérrel szennyezett kötelet találtak. A vért Fanni véreként azonosították.
- A bérautó követési rendszeréből kinyert adatok szerint Brodmann László a Danubius utcából a Rákos-patak melletti mellékútra hajtott, majd rövid idő eltelte után továbbhaladt az M7 autópálya felé. Az autópályán Siófokra ment, ahol éjszakára megpihent. Kora reggel Balaton környékét elhagyván Dunaújváros környékére, majd a Pentele-híd érintésével Szalkszentmárton környékére hajtott. Az 51342-es mellékúton a Dunához vezetett, ahol rövid időre megállt, majd visszaindult Siófokra.

Az ügy felderítésének első néhány napja után a rendőrség előtt az a kép rajzolódott ki, hogy a tettes felment a prostitúcióval foglalkozó nő lakására, ott a nőt ismeretlen módon bántalmazta, majd a lakásában értékek után kutatott. A halott vagy magatehetetlen nőt a mélygarázsba cipelte, az autó hátsó ülésére tette, majd elhajtott a mélygarázsból. Nem sokkal később az addigra bizonyosan halott nő testét a Rákos-patak mellett az autó csomagtartójába tuszkolta és Siófokra ment vele. Másnap reggel a csomagtartóban lévő holttestet a Dunához vitte és ott vélhetően vízbe dobta. A nyomozás későbbi szakasza Novozánszki Fanni holttestének megtalálására koncentrált. Brodmann László nem működött együtt a nyomozókkal, a nő meggyilkolását következetesen tagadta. 
A rendőrség igen komoly erőfeszítéseket tett annak érdekében, hogy a sértett holttestét megtalálja. A rendőrök az autó nyomkövetője, illetve Brodmann László rádiótelefonjának adatai alapján a szalkszentmártoni Duna-partot jelölték meg a test elhelyezésének helyeként. A Duna szóba jöhető szakaszait egy éven át kutatták, eredménytelenül. Felmérték a szalkszentmártoni bányatavak területét és a Dunával kapcsolatban álló közeli kavicsbánya részeit. Halottkereső kutyákkal kutatták át a part menti területeket, illetve néhány olyan területet is, amely az eltűnéssel kapcsolatban felmerült. A kutatás eredménytelen maradt, ezért a magyar rendőrség az amerikai FBI közreműködését kérte. Az amerikai nyomozók Brodmann Lászlóról készített személyes profil és telefonjának forgalmazási adatai alapján a szalkszentmártoni bányatavakat jelölték meg a holttest elrejtési helyeként.

## Büntetőper
A begyűjtött adatokat a rendőrség 2019-ben vádemelési javaslattal adta át az ügyészségnek. A Fővárosi Ügyészség 2019 októberében emberölés ügyében vádat emelt Brodmann László ellen. A vádhatóság azt javasolta, hogy Brodmann Lászlót a bűncselekmény beismerése esetén a bíróság ítélje életfogytig tartó börtönbüntetésre, feltételes szabadlábra bocsájtásának legkorábbi ideje pedig 30 év legyen. Az ügy tárgyalásának előkészítő ülését 2020. január 7-én tartották, ezen az ülésen Brodmann László nem ismerte el a bűncselekmény elkövetését, ezért a 2020 márciusától kezdődő tárgyalássorozaton részletes bizonyításra került sor. 2021. szeptemberében a bíróság újságírók hadától kísérve helyszíni tárgyaláson járta be a bűncselekmény helyszíneit.

### Brodmann László védekezése
A bírósági eljárás kezdetére Brodmann László védekezése jelentősen átalakult. Már nem állította, hogy Novozánszki Fanni eszméleténél volt megérkezésekor, vagy hogy a nő a saját akaratából képes lett volna járni. Védekezési stratégiája az volt, hogy a vád minden egyes állítására mondott egy lehetséges (ugyanakkor olykor valószerűtlennek tűnő) cáfolatot. 
- Brodmann állítása szerint érkezésekor a lakásban Fannival közös ismerőse, B. Erika fogadta őt, illetve B. Erika utasította őt arra, hogy a kábult lányt ismeretleneknek adja át, akiket ő maga hívott. (B. Erikát nem rögzítették a lakóház kamerái. B. Erika telefonja a cellainformációk szerint a megjelölt időpontban nem volt az angyalföldi társasházban. Brodmann László szerint Erikának két telefonja volt, az intézőembereket a másik telefonon hívta. (Brodmann védekezését már a nyomozás során megcáfolták. A híváslisták és a cellainformációk összevetésekor tisztázódott, hogy események időpontjában 19:15-kor B. Erika a saját lakásában tartózkodott és telefonált. A bíróság szerint lehetetlen, hogy valaki intézőembereket hív bódult barátnőjéhez, miközben egy másik városrészben egy másik ismerősével cseveg.)
- Az autó csomagtartójában talált vérről Brodmann László azt állította, hogy az az általa vásárolt marhahúsból kifolyt véres lé maradványa. A hús vásárlásáról a bíróságnak bizonylatot mutatott be. Az autó csomagtartójában talált Fannitól származó vérről azt mondta, hogy az a jármű takarításakor áttörléssel kerülhetett oda. (A csomagtartóban lévő vérről hematológiai vizsgálat mutatta ki, hogy az Novozánszki Fanni vére.)
- A Brodmann László nagyapja személyautójában talált kötélen szintén Novozánszki Fanni vérét azonosították. Brodmann László állítása szerint a kötél Fanni prostituálti praxisához tartozott, mivel a nő erőszakot imitáló szexuális aktust is vállalt. Brodmann László nem tudott magyarázatot adni arra, hogy miért tartotta fontosnak ezt a kötelet a lány kijózanításához. (A kötelet azonban felismerte a vádlott nagyapja. Állítása szerint a két végén hurokban végződő kötelet ő maga készítette csónakok szállításához. A kötél a bíróság szerint nem tartozott Novozánszki Fanni örömlányi praxisához, vérével pedig úgy szennyeződhetett, hogy azonos helyen volt a nő holttestével.)
- Az ügyész kérdésére, miszerint, ha egyszer azt gondolta, hogy Novozánszki Fannit kijózanító emberek vették kezelésbe, akkor a bőröndbe csomagolt holmiját miért dobta ki, Brodmann László annyit válaszolt, hogy úgy érezte, egy nagyon zűrös ügybe keveredett, és jó lenne a bőröndtől megszabadulni.
- Brodmann László a november 21-én kora reggel Dunaújváros térségébe tett autós kirándulására azt a magyarázatot adta, hogy barátnőjével összevesztek, és a veszekedés után szerette volna kiszellőztetni a fejét. Állítása szerint nem járt a Duna keleti partján, de a kikötőbe lement megnézni a rakodó hajókat.
- Brodmann László arra sem szolgált magyarázattal, hogy november 21-én miért ment vissza Novozánszki Fanni angyalföldi lakásába, és mit csinált az ott töltött idő alatt.

### A Fanni életben maradására vonatkozó teóriák és cáfolatuk
Novozánszki Fanni eltűnése után több olyan jel is volt, amely azt sugallta, hogy a nő életben lehet. Brodmann László védekezése során ezekre a jelenségekre, mint a vádat megdöntő történésekre hivatkozott, a tanúk vallomásai és a bizonyítékok a legtöbb esetben kizárták ezt a lehetőséget, illetve arra is rávilágítottak, hogy a védelem maga akart felmentő bizonyítékok fabrikálni.
A védelem felhívta rá a figyelmet, hogy Novozánszki Fanni gmail-fiókja aktív maradt eltűnése után is. Hovatovább egy üzenetet is küldtek róla, mégpedig a védelem szerint egy segítségkérő üzenetet, ami arra utalt, hogy a nőt fogva tartják valahol. A védelem azt is jelezte, hogy november 20-át követően háromszor is belépett valaki arra az internetes felületre, ahol Novozánszki Fanni örömlányként hirdette magát. Eltűnésének hírére az oldalt működtető vállalkozó inaktiválta a hirdetést, de december 17-én és 27-én ismételten beléptek az oldalra; igaz, ott semmiféle tevékenységet nem végeztek. 
A bíróság megvizsgálta a gmail-fiók aktivitását. A fiókba egy Samsung S8 telefonnal utoljára 2017. november 20-án 18:09-kor léptek be. Ezt követően egy Samsung S6 telefon jelentkezett be a fiókba november 25-én, december 17-én, 18-án, 19-én és 21-én. December 23-án 14:44-kor Novozánszki Fanni fiókjából egy névjegyet küldtek tárgy megjelölése nélkül Fanni egy korábbi ügyfelének, akivel az eltűnése előtt pár nappal levélben érintkezett. A korábbi ügyfél szerint a névjegy tartalma számára teljesen intakt, az ahhoz kapcsolódó tevékenység iránt soha nem érdeklődött, Fannival arról nem beszélt. A bíróság nem látta bizonyítottnak a védelem állítását, hiszen az automatikus fióktevékenységek nem jelzik az áldozat aktivitását, a névjegy elküldése egy felületesen ismert személynek pedig alkalmatlan a segítségkérésre. A bíróság az örömlányokat hirdető oldalra történt belépést félrevezetési törekvésként értelmezte és elutasította azt, hogy Novozánszki Fanni maga lépett volna be a saját hirdetésébe. (A bíróság megállapította, hogy Fanni saját telefonját 2017. november 20-án 20:23-kor kikapcsolták, azután pedig már egyáltalán nem forgalmazott.)
A védelem szerint Novozánszki Fanni eltűnését követően egy németországi prostitúciós portálon hirdette magát, tehát életben kellett lennie.
A védelem állítása még 2017-ben, Novozánszki Fanni intenzív keresésének napjaiban megdőlt. Egy prostitúciós szolgáltatások között keresgélő személy egy németországi örömlányokat hirdető oldalon megtalálta Novozánszki Fanni fényképét. Az információt eljuttatta a Rendőrséghez, a magyar nyomozók pedig nemzetközi jogsegély keretében a német rendőrséghez fordultak. A Main-Kinzig-i Rendőrkapitányság Geinhausen-i Területi Felügyelősége lenyomozta a hirdetést feladó személy kilétét, majd kiszálltak a helyszínre. A hirdetést feladó prostituált kényszeredetten beismerte, hogy Novozánszki Fannit nem ismeri, fényképeit az interneten találta, azokat jogtalanul lemásolta és saját örömlányi praxisának hirdetésére használta fel. A német rendőrök ezután házkutatást tartottak, de a helyszínen nem találták Novozánszki Fannit.
A védelem szerint a november 22-én az épület portása látta Novozánszki Fannit, tehát életben kellett lennie.
A bíróság megállapította, hogy a Fannit kereső szülők vallomását helytelenül dátumozták. A szülők az eltűnés bejelentésekor bediktálták, hogy a portás utoljára mikor látta a lányukat, ám a bejelentést felvevő rendőr vélhetően figyelmetlenségből 22-ét írt be.
A védelem szerint a november 22-én a lakásba bejutó szülők a lakást rendezetten találták. A kutyák meg voltak etetve, a lakásban pedig csak kevés kutyapiszok volt. Ezzel szemben a november 24-én pénteken zajló helyszíni szemlén a rendőrök rengeteg kutyapiszkot, felszáradt kutyavizeletet, összejárkált padlót és éhes kutyákat találtak. Ez arra utal, hogy Novozánszki Fanni visszatért a lakásba és legalább egyszer ellátta állatait, tehát életben volt a Brodmann Lászlóval történt találkozás után.
A bíróság a védelem felvetését elutasította. A bíróság szerint észszerűtlen fikció az, hogy valaki eltűnik és nem lép kapcsolatba a hozzátartozóival, majd előkerül, de csak a kutyákat látja el, hozzátartozóival továbbra sem kommunikál, majd értékes vagyontárgyait érintetlenül hagyva ismételten eltűnik. A bíróság szerint az állatokat akár a lakásba 21-én ismételten bejutó Brodmann László is megetethette.
Brodmann László védekezésének egy fontos pontja volt, amikor védője a per során arról tájékoztatta a bíróságot, hogy Herbeck Erzsébet ügyvédnő fontos információkkal rendelkezik az üggyel kapcsolatban. A védő szerint két nappal Novozánszki Fanni eltűnése után Fanni Herbeck Erzsébet fodrászának vendége volt. Ha valóban igaz Fanni eltűnés utáni megjelenése, akkor az megdönti a vádat, hiszen a vád szerinti emberölés nem történhetett meg.
A bíróság nagy erőfeszítéseket tett az ügyvédnő előkerítésére és meghallgatására. Később kiderült, hogy az ügyvédi kamarai tagsága megszűnt, Csehországba költözött és új tartózkodási helyén ismeretlen nevet vett fel. A bíróság végül a nehézségek ellenére sikeresen kapcsolatba lépett Herbeck Erzsébettel. A 6-os számú tanúként szereplő asszony írásban tett vallomást, amely a védelem szándékaival kifejezetten ellentétes volt. Herbeck állítása szerint 2019 decemberében találkozott Brodmann Lászlóval, aki a találkozó során valótlan tartalmú tanúvallomás tételére próbálta őt rávenni. Beszélgetésük folyamán Brodmann László megpróbálta kimondatni vele, hogy az ügyvédnő a fodrásznál találkozott Novozánszki Fannival annak eltűnése után. Amikor az ügyvédnő ezt határozottan visszautasította, akkor Brodmann László megpróbált nyomást gyakorolni rá, ám ezt a tanú ismét visszautasította. Később Brodmann László telefonos hívásokkal és üzenetekkel próbálta őt rávenni az együttműködésre, az ügyvédnő azonban gyakorlatilag megszakította a kommunikációt vele.

### Tanúk meghallgatása
A bíróság több tanút hallgatott meg Brodmann László környezetéből, akiktől elsősorban a férfi szokásaira és vagyoni helyzetére vonatkozó információkat akart szerezni. A tanúk egy részének Brodmann László hosszabb-rövidebb ideje tartozott különböző összegekkel, a tartozás megadásával rendszeresen hitegette őket. Más tanúk arról számoltak be, hogy Brodmann László megpróbált tőlük kölcsönkérni. Brodmann László vállalkozásai is el voltak adósodva, azok jövedelmet csak ritkán termeltek, de sohasem annyit, amelyek jómódú életvitelét megalapozhatták volna.

A bíróság meghallgatta Novozánszki Fanni örömlányi praxisának két vendégét is. Az első vendég nem sokkal Brodmann László érkezése előtt távozott a Fannitól. Elmondta, hogy a fiatal nőn semmilyen bódultságot vagy részegséget nem észlelt, illetve tartózkodása alatt nem találkozott a lakásban harmadik személlyel. A másik vendég közvetlenül Brodmann László érkezése előtt telefonon beszélt Novozánszki Fannival, állítása szerint a nő hangján semmilyen olyan dolgot nem érzékelt, ami Fanni részegségére vagy kábítószeres befolyásoltságára utalt volna. Tanúként szerepelt a férfi, aki a lépcsőház mélygarázsban lévő kijáratánál a Fannit cipelő Brodmann Lászlóval találkozott. A tanú szerint a magatehetetlen állapotban lévő nőre kissé tréfálkozva azt a kijelentést tette, hogy "kicsit sok volt a pezsgő". A lépcsőházba belépvén más személlyel nem találkozott, Brodmann László állításával szemben nem volt ott Fanni Erika nevű barátnője.

Tanúként jelent meg az férfi, akit Brodmann László telekocsi szolgáltatással Budapestről Siófokra vitt. Az utas szerint a kocsi hátsó ülésén nem volt senki, az utazás érdemi események nélkül, a szokásoknak megfelelően zajlott le. A tanú a személyautót vezető Brodmann Lászlón nem látta feszültség jelét.
Novozánszki Fanni barátnője, B. Erika volt a per 5-ös számú tanúja. Vallomását kiemelt figyelem övezte, mivel a védelem által bemutatott verzió szerint valójában B. Erika tüntette el Novozánszki Fannit. Erika szerint 2017 szeptemberében lépett kapcsolatba vele Brodmann László, hogy pénzt kérjen tőle. B. Erikának nem volt pénze, de Brodmann László arra kérte, hogy nézzen körül ismerősei körében, hátha valaki tud neki kölcsönadni. Brodmann László nagyon érdeklődött mindenki, így  Novozánszki Fanni pénzügyi helyzete iránt is, beszélgetéseik során pedig B. Erikától információkhoz jutott Fanni vagyonáról is. A B. Erika az események előtt nem sokkal elmondta Brodmann Lászlónak, hogy Fanni szépészeti műtétet tervez, ehhez pedig jelentős összeget tett félre készpénzben, illetve több vendéget is vállalt, hogy tartalékot képezzen arra az időszakra, amikor a műtét miatt örömlányi vállalkozását nem tudja gyakorolni.
Tanúként hallgatták meg a Brodmann László poligráfos hazugságvizsgálatát végző személyt. A tanú elmondta, hogy Brodmann László megbukott a hazugságvizsgálaton. A vádlott a Novozánszki Fanni megölésére vonatkozó két kérdésre, illetve a holttest hollétére vonatkozó kérdés esetében is nagyon erős megtévesztési szándékot jelző eredményeket ért el. A teszt eredménye szerint a vádlott egyedül követte el a bűncselekményt, valószínűleg megfojtotta az áldozatot, holttestét vízbe dobta, az elrejtés helye pedig a Duna.

### Szakértők állásfoglalása

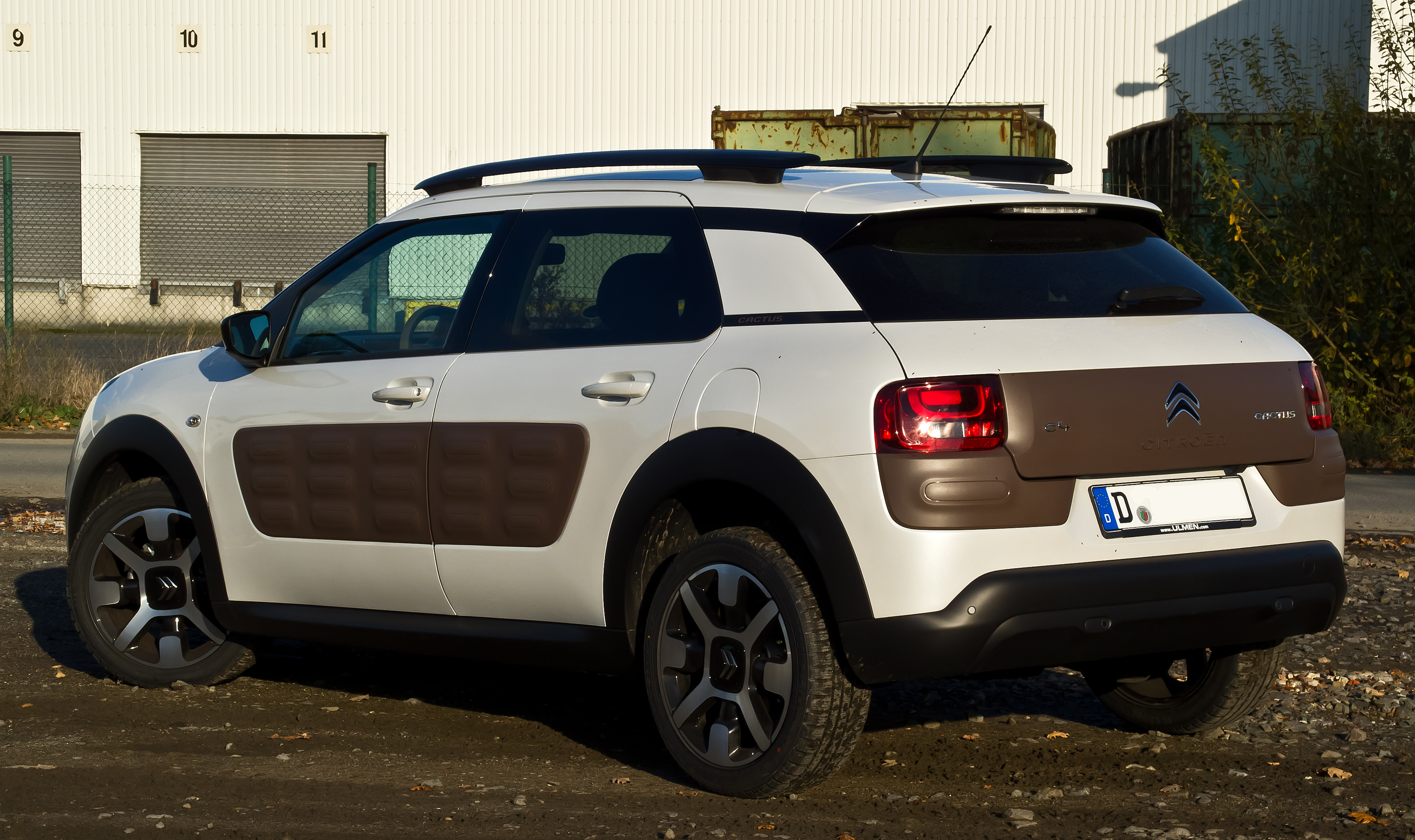
Citroën C4 Cactus típusú személygépkocsi. Ilyen autóval szállította el áldozatát a mélygarázsból a tettes

Brodmann László védekezésének egyik alapállítása volt, hogy a sértett életben volt, amikor az autójához vitte. Ezért a 2021 februárjában a bíróság megkísérelte megállapítani, hogy halott volt-e Novozánszki Fanni, amikor Brodmann László őt a mélygarázsba cipelte. A bíróságon ekkor ismét levetítették mélygarázsban készült filmet. A felvételről nem volt megállapítható pontosan, hogy a nő halott-e. A testet az igazságügyi orvosszakértő teljesen tónustalannak látta. Álláspontja szerint a nő itt lehetett élő, de ha halott volt, akkor csak kevés idővel korábban halhatott meg. A szakértő megállapította, hogy hiába töltött a holttest körülbelül 10 órát az autó csomagtartójában, abból a beálló hullamerevség ellenére nagyobb erőfeszítés nélkül kivehető volt.
Brodmann László védekezése szerint a jármű tisztításakor áttörléssel került az autó csomagtartójába a Novozánszki Fanni vére. A bíróság ezen állítás vizsgálatára nyomszakértő segítségét kérte. A nyomszakértő megállapította, hogy a csomagtartóban lévő vérfolt alakja nem törölgetéssel alakult ki, hanem egy hosszabb ideig nyugalomban lévő test jelenléte miatt. A szakértő a vérfoltok helyzete miatt is kizárta azt, hogy azok az boltban vásárolt hústól származhatnak. A nyomszakértő álláspontja szerint a csomagtartóban ott volt az a kötél is, amelyet később Brodmann László nagyapjának kocsijából foglaltak le.
Szintén szakértők cáfolták a védelem másik állítását, miszerint Brodmann László nem járt a Duna szalkszentmártoni szakaszán. A távközlési szakértő megállapítása szerint a Brodmann László által használt telefon a Duna keleti oldalán mozgott azokban az időpontokban, amikor az telefonbeszélgetéseket folytatott nagyszüleivel. Ezt erősítette meg a FBI szakértőinek jelentése is, akik a telefonhívások lehetséges helyszínét tovább szűkítették és a hívások helyszíneként szintén a Duna keleti oldalát állapították meg. A Brodmann László cipőjéről és az autó szőnyegéből vett talajmintákról az igazságügyi vegyész és geológiai szakértők azt állapították meg, hogy azok a szalkszentmártoni kompkikötő környezetében vett talajmintával mutatnak egyezést.
A hidrológiai szakértő megállapította, hogy a Duna igen nagy munkavégzési képességű folyam. Egy Novozánszki Fanni tömegű személy holtteste a vízi keresés megkezdésének időpontjára hatszáztól ezerkétszáz kilométeres távolságig sodródhatott el. Tekintve, hogy a vízbe tétel feltételezett helyétől 150 kilométernyire van az országhatár, így a holttest a keresés megkezdésekor nagy valószínűséggel már nem volt magyar területen.

### Ítélet
Az elsőfokú bíróság Brodmann Lászlót nyereségvágyból elkövetett emberölésben találta bűnösnek. A bírósági ítélet indoklása szerint Novozánszki Fanni bizonyosan meghalt, hiszen 2017. november 20-a után senkivel nem lépett kapcsolatba. Megtalált naplójában hálát adott a sorsnak a sikeres vállalkozásáért és az elért életszínvonalért, sem ismerőseinek, sem saját naplójának nem tett utalást arra, hogy tevékenységét be szeretné fejezni. November 20-a után nem kereste az addig vele napi több alkalommal beszélő barátnőjét és szüleit, nem fogadta örömlányi praxisának ügyfeleit, még korábban gondosan ápolt háziállatairól sem gondoskodott. Értékes vagyontárgyait és a lakásán tartott több millió forintot is hátrahagyta, bankszámláját és telefonját nem használta többé. A bíróság szerint a szüleihez és barátaihoz - Fannihoz hasonlóan - ragaszkodó ember ilyet csak akkor tesz, ha meghal. A bíróság elutasította Brodmann László azon védekezését, hogy Novozánszki Fanni még él, az általa védekezésként bedobott információkat pedig hiteltelennek minősítette. A bíróság szerint Novozánszki Fanni jó fizikai kondíciónak örvendő fiatal nő volt, aki kiemelten figyelt az egészséges életmódra, ezért elutasította a vádlott azon védekezését, hogy Fanni halálát egy Brodmann Lászlótól független (sorsszerű) ok is okozhatta. A bíróság a tanúk vallomásai alapján elutasította Brodmann László történetét a kábítószertől és pezsgőtől kábult lányról és rámutatott Brodmann történetének ellentmondásos pontjaira: a tanúként szereplő korábbi kuncsaftok nem látták Fannit kábultnak. B. Erika nem tartózkodott a helyszínen, nem hívott "intézőembereket", az intézőemberek pedig nem is léteztek. A bíróság szerint Brodmann László a nő elutazásának látszatát akarta kelteni, amikor összecsomagolta annak egyes holmijait egy bőröndbe. A bíróság szerint Brodmann László már akkor halottnak tudta Fannit, amikor először elhagyta a lakást és az autójáért ment, mivel nem tartott a nő eszméletre térésétől. Brodmann László a nő holttestét autója csomagtartójába zárta és a nő halálában annyira biztos volt hogy még egy utast is felvett maga mellé, hiszen Fanni felébredésétől nem kellett tartania. Az ítélet szerint Brodmann László az emberölésre tudatosan felkészült, kocsijába kötelet helyezett el, a telefonján az emberöléshez kapcsolható tartalmakra keresett, Fanni lakását kerülőutakon közelítette meg, illetve öltözködésével álcázni igyekezett magát. Brodmann László tettét a pénzszerzés lehetősége motiválta, ezen nem változtat az sem, hogy az emberölés helyszínén nagyon jelentős összegű készpénzt hagyott hátra. A bíróság kifejezetten gátlástalan cselekedetként értékelte, hogy a vádlott a sértett barátnőjét, Erikát igyekezett belerángatni az ügybe. Az első fokú bíróság Brodmann Lászlót előre kitervelt emberölésért életfogytig tartó fegyházbüntetésre ítélte, amelyből legkorábban 25 év letöltése után kerülhetett volna feltételes szabadlábra. Az ítélet ellen az ügyészség súlyosbításért, a védelem hatályon kívül helyezésért fellebbezett.
A másodfokon eljáró Fővárosi Ítélőtábla az elsőfokú bíróság ítéletét alapjaiban következetesnek és helyesnek írta le, egyetértett a bűncselekmény minősülésével is. A másodfokú eljárás néhány ponton helyesbítette az első fok megállapításait. Eszerint Brodmann László vagy az emberölés, vagy a november 21-i ottjárta alkalmával valószínűleg kifosztotta Fanni lakását. A bíróság abból jutott erre a következtetésre, hogy Brodmann Lászlónak november 20-án az autó bérleti díjának kifizetésére sem volt pénze, 21-én viszont hitelezőinek több százezer forintot adott meg tartozásaiból. A bíróság nem állapította meg a Brodmann László által ellopott összeg nagyságát. Az Ítélőtábla ugyanakkor a többszörös minősülés hiányára és Brodmann László büntetlen előéletére hivatkozva jelentősen enyhítette Brodmann László büntetését. Az elkövetőre az életfogytiglan helyett határozott, 20 év időtartamú fegyházbüntetést rótt ki, amelyből legkorábban a büntetés kétharmadának kitöltése után szabadulhat. 
Az előzetesben eltöltött két év, illetve a házi őrizetben eltöltött időtartam beszámításával Brodmann László leghamarabb 2034 szeptemberében kerülhet szabadlábra. A bíróság Brodmann Lászlóra terhelte a 24,8 millió forintos bűnügyi költség megtérítését is.